# Светосавски национализам
Светосавски национализам је теолошко-политички термин који Свети Николај Велимировић користи како би описао српски православни хришћански национализам, утемељен на лику и делу Светог Саве, Њему је туђ сваки клерикализам.
Овај појам је настао 1930-их година у Краљевини Југославији. Њени највећи заговорници су православни епископ Николај Велимировић и ава Јустин Поповић. Победом комунизма након Другог светског рата Светосавски национализам је потиснут из јавног живота.

## Основе светосавског национализма
У свом предавању "Национализам Светог Саве" 1935. године Николај Велимировић је изјавио шест начела светосавског национализма:
"Овај Савин национализам обухвата народну цркву, народну династију, народну државу, народну просвету, народну културу и народну одбрану. Основу и центар Светосавског национализма чини народна црква"
Такође је изјавио да су три највеће вредности српског народа:
1. Бог, који је изнад свега и свакога, несравњив ни с ким, неопходан сваком живом бићу. Цар над царевима и Господар над господарима.
2. Краљ, господар царства земаљског по молитви Божјој. Прво по милости Божјој па онда по вољи народној. Краља морамо сви поштовати.
3. Дом, главна и основна школа, која спрема људе за грађане и земаљског и небеског царства. Дом, србски дом морамо сви чувати.

Свети Николај Велимировић даје следећи цитат везан за највеће вредности српског народа:
А здрава душа нашег народа знала је и зна, да нема живота ни реда ни среће без Бога, без дома и без краља.
Без Бога – ни преко прага.
Без Краља – ништа не ваља.

Без дома – судба Содома.

## Теодулија
Теодулија је теолошко-политички термин којим је Николај Велимировић, у свом делу "Србски народ као Теодул", описао жељени однос цркве и државе по узору на Византију. Николај Велимировић описује теодулију као "слагасје Цркве и Државе у служењу Бога“ и као владарево служење Богу.
Концепт Теодулије је заснован на средњовековној Србији. Велимировић описује све српске средњовековне владаре као слуге Христа Бога, како их је Свети Сава упутио. Он је сматрао Теодулију као "пут и начин живота србског народа" и као противника теократије, аутократије и западњачке демократије.
Николај Велимировић је сматрао да је српски народ Теодулијом, својим служењем Христу, сазнао о смислу, путу и циљу живота човекова на земљи, и до јасне и посведочене визије царства небеснога.

У овом делу Свети Николај Велимировић такође описује светосавски национализам:
Национализам србски је универзално хришћански, никад уски и глупи шовинизам. Овако би се могао дефинисати србски светосавски национализам: Уређивати своју кућу и сувишком своје снаге и свога блага помагати сваком народу да уреди своју кућу. Или: Служити Христу Богу на својој земљи и у својој отаџбини, и по могућству и са претеком служити Христу Богу по другим земљама, блиским и далеким, тја до Русије и до Горе синајске, чак и до крајева васељене. Хришћански национализам у универзализму и универзализам у хришћанском национализму. Срби су једини носиоци овога идеала, великим делом и до сада оствариваног, а уз Србе још једино Руси од чланова православне фамилије народа Божјих на земљи. Има ли што спасоносније за сав свет?

## Антифашизам
Свети Јустин Ћелијски у својим беседама је исказивао јаке антифашистичке ставове, како пре тако и након завршетка Другог светског рата. 
Најбољи пример је његова беседа „О борби светосавског покрета некад и сад” за време Конкордатске кризе:
Само вођени и предвођени светим Савом, Срби су и недавно однели победу над конкордатском немани. Победивши ову неман, Срби су победили главног непријатеља своје душе: црну интернационалу. Победивши пак црну интернационалу, они су показали да имају духовне светосавске силе да могу победити и друге две интернационале: црвену – комунистичку, и жуту – капиталистичко-фашистичку. Јер, не треба се варати: папизам је отац и фашизма и комунизма и свих организација и покрета који хоће да уреде и усреће човечанство путем насилних или механичких средстава. Фашизам је идолатрија народа; комунизам је идолатрија класе. И један и други хоће да уреде и усреће човечанство мачем и огњем; и један и други изједначују грех са грешником, и због греха убијају човека. А знате ли ко их је томе научио? – Њихов рођени отац: папизам. Јер је средњевековни папизам то први пронашао и први остварио кроз „свету“ инквизицију : грешници су убијани због греха, јеретици су спаљивани због јереси, и све то – ad majorem Dei gloriam. Са једним циљем: да се изгради свесветска папска монархија. Но треба бити правичан : папизам је гори и од фашизма и од комунизма, јер док фашизам уништава своје противнике у име народа, а комунизам у име класе, дотле папизам уништава своје противнике у име кроткога и благога Господа Исуса.
У беседи на Цвети 1965. године у манастиру Ћелије, Ава Јустин Ћелијски је Адолфа Хитлера и Наполеона Бонапарту сврстао међу највеће злочинце, освајаче и масовне убице у људској историји, и нагласио како су ништавни у односу на Исуса Христа:
Никада ниједан град на овоме земаљском свету није срео таквог Победника каквог је данас срео и дочекао град Јерусалим. Победник смрти! Ето јединственог Победника у свима световима, у свима људским световима. Шта су победници на ратним бојиштима, шта су разни Темерлани, Џингискани, Хитлери, Наполеони? Све прах и пепео, све беспомоћни комарац, све беспомоћна стеница. Хвале их као великане, а иза њих велики злочини, безброј лешева.
У празничној беседи на Ваведење Свете Дјеве Марије 1966. године у манастиру Ћелије, Свети Јустин је Адолфа Хитлера сврстао међу највеће непријатеље православне цркве и православља:
Рођен од Пресвете Богородице Господ је основао Цркву да се у њој спасавају људи од свакога зла, од свакога греха, од сваке смрти, од свакога ђавола. И она стоји непоколебљива, она необорива, Црква Света неразрушива; неразрушива ни од каквих Диоклецијана, Тамерлана, Хитлера, Нерона и свих ондашњих и данашњих гонилаца Цркве Христове у овоме свету. Гле, она јача, јача од свих њих, Чудесним Господом Христом, Победитељем смрти, Победитељем греха, Победитељем пакла, Победитељем Сатане и свих његових ђавола. Да!
На беседи у Ваљеву 26.септембра 1937. Године Николај Велимировић је упоредио Католичку цркву са Фашистима:
…Закунимо се да ћемо радити противу свега што служи интернационалној фашистичкој цркви и да ћемо бити верни свему ономе што рекосмо. Закунимо се не дизањем руке, то је фашистички поздрав, не песницом, то је шпањолски поздрав, него овако: Три прста у вис Србине! Сви Ваљевци, Жупљани, Планинци, сви рођаци ових погинулих јунака, потомци Светог Саве кажите: “Како рекосмо, тако нам Бог помогао!“ /Огромна маса од неколико десетина хиљада диже десну руку са скупљена три прста и кличе: Тако нам Бог помогао!/ Амин! Благослов Божији да буде са вама и на вама!
Патријарх Гаврило Дожић је благословио анти-фашистички Војни пуч 27. марта 1941. године:
Пред нашу нацију у ове дана судба је поново била поставила питање коме ће се приволети царству. Јутрос у зору на то питање дат је одговор. Приволели смо се царству Небеском, то јест царству Божијем истине и правде, народне слоге и слободе...Ако је живети, да живимо у светињи и слободи, ако је мрети, да умремо за светињу и слободу као и много милиона прослављених предака наших.
Николај је у својим делима из средине 1930-их указивао на политичко девијације доброг национализма. У свом чланку „Између левице и деснице” од 1935. Николај највише критикује интернационализам и фашизам моћних покрета и политичких поредака у Европи тога времена. Интернационализам је за Николаја био негација нације и националног опредељења, а фашизам идолопоклонство сопственој нацији.
Св. Николај је критиковао секуларизацију Немачке, идеологију фашизма назвао „европским злом“, а Хитлера је називао „бечким сликаром“ и „сатанским злом“.
У Велимировићевим писмима било је много примера написаних током 1950-их, у којима је желео да дистанцира себе од деловања профашистичког покрета Збор у емиграцији, коју је означио као „национално безбожништво“. Велимировићеве симпатије за религиозност Димитрија Љотића, вођа покрета Збор, подстицао је Љотићеве присталице да тумачити Велимировићеве речи као подршку Зборашким политичким циљева, не само после Првог светског рата, већ и у међуратном периоду. У више наврата је и сам Велимировић покушавао да спречи Љотићеве политичке присталице да узурпирају и експлоатишу издаваштво кућа „Свечаник” у Минхену коју је основао Велимировић за своје политичке циљеве. Стога не би било тешко замислити да су неки од њих интерполацијом ковали Велимировићеве списе политичка агенда покрета Збор.

## Антишовинизам
У свом предавању у Сремски Карловцима 1935. године Николај Велимировић је изјавио да светосавски национализам није узак и искључив:
Истина је, да је Свети Сава живео пре 700 година, али његов национализам живео је и коренио се и растао у Савином народу кроз свих седам столећа до данас. Ми смо рођени у том национализму, и тај национализам је још непрестано жива сила у нама. Пример Светога Саве најбоље сведочи, да његов национализам нити је узак ни искључив. Пре свега наш светитељ је провео више од две деценије у једној интернационалној средини, или бар интерправославној. То је Светогорска средина, монашка република, састављена од Грка и Руса и Румуна и Бугара и Арнаута и Ђурђијанаца и Арапа. У тој и тако разнородној средини Сава се научио волети људе разних народности и био је неизмерно вољен од свију. Па иако је провео своје најимпресивније младићске године у таквој интернационалној средини, Сава није постао интернационалист, но жарки јеванђелски националист. И доцније као старацон није дао да се до његовог срца дохвати шовинизам или искључивост према другим народима, ближим и даљним, него је пружао своју помоћ свакоме народу Божјем на земљи где год је долазио и где год је могао. Тај неискључиви и широки дух поште и љубави према свима народима наследио је српски народ од свог светитеља и одржао га је на висини и у части кроз дуге, Светосавске, векове. Ми често читамо у народним песмама, како наши први јунаци називају браћом људе друге крви и језика и вере. Тако на пример Марко Краљевић говори циганину:
| „ | Богом брате, Суљо циганине!" А Страхинић бан опет дервиша турског ословљава братом: "Богом брате, старишу дервишу! | ” |
Ви који сте ратовали у последњем Светском Рату ви можете дати лично сведочанство једног ретког призора, како су се наши војници понашали према војницима из Африке и Азије, према људима црне и жуте расе, које су Европљани довели на бојиште из својих колонија. Док су се сами Европљани туђили тих својих поданика, црнаца и жутокожаца, не хотећи с њима ни јести ни пити ни под истим шаторима боравити, дотле су наши војници с њима друговали, јели, пили, у болести обилазили их, у невољи помагали, на својим славама частили и гостили, разговарајући са њима прстима и рукама. Срби су на црнце гледали као на људе и понашали се према њима као према људима. Не може, дакле бити никаква оправдана приговора Светосавском национализму, да је он узак и искључив."

## Антиимперијализам
Поред тога што је Свети Николај у свом предавању "Национализам Светог Саве" закључио да се Светосавски национализам противи шовинизму, он такође закључује да се противи и империјализму:
Народна држава за Светога Саву значила је отаџбину, земљу отаца наших, у којој живи један и исти народ. Не иде народна држава докле мач може ићи, него мач сме ићи само до граница једне народне државе, то јест отаџбине. Ако се дозволи да се држава простре докле мач може досегнути, онда држава престаје бити народна,престаје бити отаџбином и постаје империјом. У том случају држава добија територијално али губи морално; добија у материјалним димензијама али губи у интензивности духовне и моралне снаге; јер постаје мешавином крви, језика и расположења, а таква мешавина производи страх, немир, себичност, грабеж, и осећање сталне несигурности. Од Светога Саве до Душана србски народ је имао народну државу. Душан се удаљио од Светосавског идеала, створио је империју, и тиме припремио пропаст отаџбини, то јест народној држави. Империја је и код нас упропастила отаџбину, народну државу, као што је био често случај у историји. Покорити или покорен бити подједнако је катастрофално за националну државу.